# 达特穆尔野兽
达特穆尔野兽（英文：Beast of Dartmoor）是指出没于英国英格兰德文郡达特穆尔的一种幻影猫。

## 历史
- 1998年11月，达特穆尔Wrangaton一带发现一只狮子。[1]
- 1997年3月，有目击者在霍恩看见一只大猫，同年7月在靠近普林斯敦（英语：Princetown）的传出新目击。
- 1998年，该年发生数起与大猫有关的报告。
- 1999年11月，康伍德（英语：Cornwood）发现一只疑似美洲狮的大猫。
- 2004年4月，马纳顿（英语：Manaton）发现一只黑色大猫，同年7月两名目击者在德鲁斯泰恩顿（英语：Drewsteignton）发现一只美洲狮。
- 2007年6月，Hound Tor（英语：Hound Tor）发现一只疑似熊的动物，同月在Longaford Tor则传出美洲狮的目击。同年一名目击者在达特穆尔拍下疑似黑色“大猫”的照片，但《英国大猫协会》（British Big Cats Society）创始人Danny Bamping认为照片中的动物可能是狗或野猪。[2]
- 2008年6月14日，有人在达特穆尔拍到一只美洲狮。
- 自2010年冬季，达特穆尔不再传出新的目击报告，传闻这些美洲狮已经因寒冬而死亡。[3]
- 2016年7月21日，《每日电讯报》发布的一则报道称达特穆尔野兽是由1978年被释放至野外的三只美洲狮。[4]
- 2016年7月，达特穆尔动物园一只2岁的猞猁“弗拉维乌”（Flaviu）逃脱至野外，在经过三周的追捕后才重新捕获。[5][6]